# Juan José Salvador
Juan José Salvador Giménez, conocido como Juanjo Salvador (Pechina, Almería, 18 de diciembre de 1975), es un jugador de voleibol español. 
Ha sido jugador internacional con la selección española, habiendo participado en los Juegos Olímpicos de Sídney 2000, en los que España finalizó en noveno puesto. 
Mide 2.00 m y se retiró jugando como central en el equipo de su ciudad, el club voleibol Unicaja Almería. En estos momentos trabaja para su provincia alejado de las pistas en la Diputación de Almería , de donde sigue recogiendo premios en su honor.

## Equipos
| Equipo          | País    | De        | a         |
| Unicaja Almería | España  | 1993-1994 | 1994-1995 |
| AS Cannes       | Francia | 1995-1996 | 1995-1996 |
| Padua           | Italia  | 1997-1998 | 1997-1998 |
| Macerata        | Italia  | 1998-1999 | 2000-2001 |
| Parma           | Italia  | 2001-2002 | 2001-2002 |
| Unicaja Almería | España  | 2002-2003 | 2010-2011 |

## Palmarés
- Nacional
  - Superliga : 2002-03, 2003-04, 2004-05
  - Copa del Rey de Voleibol : 2002
  - Supercopa de España : 2002, 2003
  - Copa Italia : 2001
- Europeo
  - Campeonato Europeo de Voleibol : 2001

## Trayectoria política
Al retirarse inició su carrera política, vinculada al Partido Popular. Tras las elecciones municipales de 2011 fue nombrado segundo teniente de alcalde y concejal de Deportes y Turismo de Pechina, además de director de Deportes de la Diputación Provincial de Almería. En 2018 entra en la corporación municipal de Roquetas de Mar<ref>
https://www.lavozdealmeria.com/noticia/3/provincia/240825/emotiva-despedida-de-juanjo-salvador-como-concejal-de-roquetas [Ayuntamiento de Roquetas de Mar], de donde tras las elecciones de 2022 entra en el Parlamento andaluz, al conseguir un puesto en el Parlamento autonómico por la provincia de Almería.